# Chedly Mathlouthi
Chedly Mathlouthi (22 dicembre 1994) è un lottatore tunisino specializzato nella lotta libera. In carriera ha vinto una medaglia d'oro ed una di bronzo ai campionati africani e una d'argento ai Giochi panafricani.

## Palmarès
- Giochi panafricani

Brazzaville 2015: argento nei 57 kg.
- Campionati africani

Alessandria d'Egitto 2014: oro nei 61 kg.
Alessandria d'Egitto 2016: bronzo nei 57 kg.
- Campionati del Mediterraneo

Algeri 2018: oro nei 61 kg.